# الكبر (دير الزور)
هي قريه تقع بين دير الزور، والرقة على ضفاف نهر الفرات، ومن أشهر معالم هذه القرية آثار المملكتين (حلبية وزلبية).